# Sail on (Commodores)
Sail on is een single uit 1979 van de Amerikaanse funkband Commodores. Het is afkomstig van hun album Midnight magic en werd vooraf uitgebracht. Still, de volgende single werd een grotere hit in de Verenigde Staten, maar scoorde in Nederland lager dan Sail on. De albumversie van Sail on (5:43) werd met meer dan een minuut ingekort om het als single (3:59) gedraaid te krijgen.

## Hitnotering
Sail on haalde de vierde plaats in de Amerikaanse Billboard Hot 100 (17 weken notering). In het Verenigd Koninkrijk een achtste plaats (10 weken notering).

### Nederlandse Top 40
| Positie: | 34 | 19 | 12 | 9 | 6 | 4 | 4 | 7 | 13 | 24 | 39 | uit |

### NederlandseMega Top 50
| Positie: | 29 | 21 | 13 | 10 | 8 | 8 | 10 | 17 | 26 | 37 | 25 | 37 | uit |

### BelgischeBRT Top 30
| Positie: | 30 | 17 | 13 | 13 | 20 | 17 | 19 | 21 | uit |

### VlaamseUltratop 30
| Positie: | 17 | 14 | 20 | 25 | 20 | 20 | 26 | uit |

### NPO Radio 2 Top 2000
| Nummer met noteringen in de NPO Radio 2 Top 2000 | '03  | '04  | '05-'09 | '10  |
| ------------------------------------------------ | ---- | ---- | ------- | ---- |
| Sail on                                          | 1985 | 1924 | -       | 1937 |

1. ↑  Een '-' betekent dat het nummer niet was genoteerd en een vetgedrukt getal geeft de hoogste notering aan.
2. ↑  2003 was het eerste jaar met een notering voor dit nummer.
3. ↑  Deze tabel is bijgewerkt tot en met de laatste editie (2024).